# Ворсовые ткани
Во́рсовые ткани — ткани с полотном, полностью или частично покрытым ворсом. Ворс улучшает внешний вид тканей, образуемая им воздушная прослойка уменьшает теплопроводность ткани, снижает износ и облегчает драпировку. Ворсовые ткани нашли широкое применение в одежде, а также для декоративных и технических целей. 
Способ создания ворса для разных тканей различается:
- в начёсанных (также «ворсованных») тканях (байка, фланель) ворс образуется путём ворсования, механического расчёсывания поверхности ткани;
- уточно-ворсовые ткани (плис, полубархат, вельвет, плюш) содержат одну основу и два утка. Переплетение одного «грунтового» утка и основы образует основание ткани, а «ворсовый» уток образует длинные петли («настил»). Ворс образуется разрезанием петель настила;
- основоворсовые ткани разделяются на одно- и двухполотные:
  - двухполотные ткани изготавливаются в виде двух полотен с общей основой; ворс получается разрезанием нитей общей основы;
  - в однополотных тканях ворс образуется из нитей основы, которые выводится на поверхность с помощью металлического прутка. Этим методом производятся ткани как с разрезным ворсом (бархат, плюш, искусственный мех), так и с петельным ворсом (махровая ткань).